# Turismo em Moçambique
Moçambique tem no turismo um grande potencial para o crescimento do seu produto interno bruto (PIB]), apesar da sua contribuição actual se situar apenas nos 5,6%.
As praias com águas limpas são apropriadas para a prática de turismo, principalmente as que se encontram muito distantes de centros urbanos, como as da província de Cabo Delgado, com destaque para as ilhas Quirimbas, e da província de Inhambane, com destaque para o Arquipélago de Bazaruto.
O país tem ainda vários parques nacionais, com destaque para o Parque Nacional da Gorongosa, com as suas infrastruturas reabilitadas e repovoado em certas espécies de animais que já estavam desaparecendo.